# Carrera de la rata

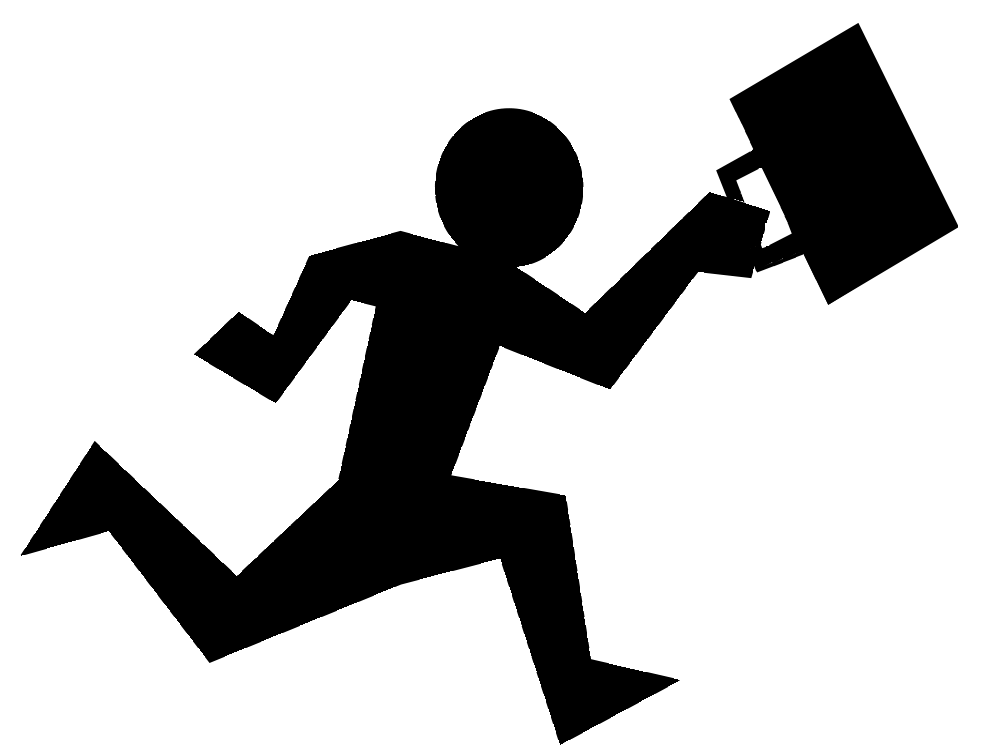
Representación artística de la carrera de la rata moderna.

Una carrera de rata es una búsqueda interminable, contraproducente o inútil. La frase equipara a los humanos con ratas que intentan ganar una recompensa como el queso, en vano. También puede referirse a una lucha competitiva para salir adelante financiera o rutinariamente. 
El término se asocia comúnmente con un estilo de vida agotador y repetitivo que no deja tiempo para la relajación o el disfrute. 

## Historia
En una analogía con las ciudades modernas, muchos pueden ver a los ciudadanos, como ratas en un solo laberinto, gastan mucho esfuerzo corriendo, y en última instancia no logran nada significativo, ya sea colectiva o individualmente. Esto se usa a menudo en referencia al trabajo, particularmente el trabajo excesivo o competitivo; en términos generales, si uno trabaja demasiado, uno está "en la carrera de la rata". Un aspecto clave de la carrera de la rata son las fuerzas externas incontrolables infligido al individuo: los investigadores en el caso de ratas literales en un laberinto de laboratorio, o la lógica inherente, las presiones e incentivos de las empresas y la sociedad contemporáneas (por ejemplo, productividad, aceleración, estado). Esta terminología contiene implicaciones de que muchas personas ven el trabajo como una búsqueda aparentemente interminable con poca recompensa o propósito (viaje cíclico entre el hogar y el trabajo, similar a una rata que corre en círculos o en una rueda de hámster). 
"Escapando de la carrera de la rata" puede tener significados diferentes: 
- Traslado del trabajo o ubicación geográfica a (típicamente) un área más rural
- Jubilación, abandono o cese del trabajo.
- Pasar de un trabajo de gran vigorosidad a uno de menor vigorosidad.
- Cambiando a un trabajo diferente por completo
- Teletrabajo
- Ser financieramente independiente de un empleador (independencia financiera)
- Vivir en armonía con la naturaleza.
- Desarrollo de una actitud interior de desapego de búsquedas materialistas.
- La alienación por las normas de la sociedad.

## Citas
- "No importa lo que hagas en la carrera de la rata, el éxito no es seguro, pero si no haces nada, lo es el fracaso". Paul Ulasien, autor - The Corporate Rat Race: The Rats Are Winning. (2006). Baltimore, MD : Publish America.
- El problema con la carrera de la rata es que incluso si ganas, sigues siendo una rata. - comúnmente atribuido a Lily Tomlin en la revista People (26 de diciembre de 1977) , pero según The Yale Book of Quotations (Shapiro y Epstein, pág.   767), Rosalie Maggio en The New Beacon Book of Quotations by Women afirma que William Sloane Coffin dijo: "Incluso si ganas la carrera de la rata, sigues siendo una rata" como capellán del Williams College o de la Universidad de Yale en los años cincuenta o sesenta.
- "Esa es la verdadera libertad. Eso es ser educado, y entender como pensar. La alternativa es la inconsciencia, la configuración por defecto, la carrera de la rata, la sensación constante de haber tenido, y perdido, algo infinito". David Foster Wallace en su discurso de graduación en Kenyon College. Gambier, Ohio. 21 de mayo de 2005.
- "Una carrera de la rata es para ratas. No somos ratas. Somos seres humanos. Rechace las presiones insidiosas en la sociedad que reducirían sus facultades críticas a todo lo que está sucediendo a su alrededor, que evitaría el silencio frente a la injusticia, para no poner en peligro sus posibilidades de autopromoción y progreso. Asi es como se empieza. Y antes de que sepas dónde estás, eres un miembro completamente pagado del paquete de ratas. El precio es muy alto. Implica la pérdida de tu dignidad y espíritu humano". Jimmy Reid, dirección rectoral de la Universidad de Glasgow, 1972.
- A menudo, las personas trabajan largas y duras horas en trabajos que odian, para ganar dinero para comprar cosas que no necesitan, para impresionar a las personas que no les gustan. - Nigel Marsh[1]
- John Steinbeck tiene uno de sus personajes en su libro de 1947 "The Wayward Bus", un joven estudiante universitario, que desestima el estilo de vida de su padre de manera sucinta: "Tenía miedo de que sus amigos y sus amigos le tuvieran miedo. Una carrera de ratas, pensó".

## Otras lecturas
- Dejando la nave nodriza por Randall M. Craig (Prensa del Conocimiento para la Acción, ISBN 0-9735404-0-0  , 2004).